# Le Mariage de minuit (film, 1912)
Pour les articles homonymes, voir Le Mariage de minuit.
Pour plus de détails, voir Fiche technique et Distribution.
Le Mariage de minuit est un film muet français réalisé par Léonce Perret, sorti en 1912.

## Fiche technique
- Titre : Le Mariage de minuit
- Réalisation : Léonce Perret
- Scénario :
- Photographie :
- Montage :
- Producteur :
- Société de production : Société des Etablissements L. Gaumont
- Société de distribution :
- Pays d'origine :  France
- Langue : film muet avec les intertitres en français
- Format : Noir et blanc — 35 mm — 1,33:1 — Muet
- Genre :
- Métrage :
- Durée :
- Dates de sortie :
  -  France : 23 février 1912

## Distribution
- Léonce Perret :  Pierre Morel
- Suzanne Grandais : Suzanne Dubreuil